# Khabib Nurmagomedov
Khabib Nurmagomedov (n. 20 septembrie 1988, Sildi⁠(d), RSFS Rusă, URSS) este un fost luptător de arte marțiale mixte de origine rusă, din regiunea Dagestan. Acesta și-a încheiat cariera de luptător profesionist neînfrânt în urma victoriei sale împotriva lui Justin Gaethje în cadrul UFC 254. Ulterior a devenit antrenor de MMA, cel mai cunoscut student al său fiind actualul campion (19 septembrie 2023) din categoria ușoară UFC, Islam Machachev. În prezent, Khabib Nurmagomedov nu mai este implicat în lumea MMA, anunțându-și retragerea in ianuarie 2023. De asemenea,  Nurmagomedov a fost onorat de UFC Hall of Fame pe 1 iulie 2022, la Las Vegas, în timpul International Fight Week.

## Rezultate în MMA
| Rezultate profesioniste |             |              |
| 29 meciuri              | 29 victorii | 0 înfrângeri |
| Prin knockout           | 8           | 0            |
| Prin predare            | 11          | 0            |
| La puncte               | 10          | 0            |

| Rezultat | La general | Adversar               | Metodă                                | Eveniment                                       | Data               | Runda | Timp | Locația                                | Note |
| -------- | ---------- | ---------------------- | ------------------------------------- | ----------------------------------------------- | ------------------ | ----- | ---- | -------------------------------------- | --- |
| Victorie | 29–0       | Justin Gaethje         | Technical Submission (triangle choke) | UFC 254                                         | 24 octombrie 2020  | 2     | 1:34 | Abu Dhabi, Emiratele Arabe Unite       | Apară și unifică centura UFC Lightweight Championship. Performance of the Night. Khabib și-a anunțat retragerea după meci. |
| Victorie | 28–0       | Dustin Poirier         | Submission (rear-naked choke)         | UFC 242                                         | 7 septembrie 2019  | 3     | 2:06 | Abu Dhabi, Emiratele Arabe Unite       | Apară și unifică centura UFC Lightweight Championship. Performance of the Night.                                           |
| Victorie | 27–0       | Conor McGregor         | Submission (neck crank)               | UFC 229                                         | 6 octombrie 2018   | 4     | 3:06 | Paradise, Nevada, Statele Unite        | Apără centura UFC Lightweight Championship.                                                                                |
| Victorie | 26–0       | Al Iaquinta            | Decizie (unanimă)                     | UFC 223                                         | 7 aprilie 2018     | 5     | 5:00 | Brooklyn, New York, Statele Unite      | Câștigă campionatul vacant UFC Lightweight Championship.                                                                   |
| Victorie | 25–0       | Edson Barboza          | Decizie (unanimă)                     | UFC 219                                         | 30 decembrie 2017  | 3     | 5:00 | Las Vegas, Nevada, Statele Unite       | Performance of the Night.                                                                                                  |
| Victorie | 24–0       | Michael Johnson        | Submission (kimura)                   | UFC 205                                         | 12 noiembrie 2016  | 3     | 2:31 | New York City, New York, Statele Unite | |
| Victorie | 23–0       | Darrell Horcher        | TKO (punches)                         | UFC on Fox: Teixeira vs. Evans                  | 16 aprilie 2016    | 2     | 3:38 | Tampa, Florida, Statele Unite          | Catchweight (160 lbs) bout.                                                                                                |
| Victorie | 22–0       | Rafael dos Anjos       | Decizie (unanimă)                     | UFC on Fox: Werdum vs. Browne                   | 19 aprilie 2014    | 3     | 5:00 | Orlando, Florida, Statele Unite        | |
| Victorie | 21–0       | Pat Healy              | Decizie (unanimă)                     | UFC 165                                         | 21 septembrie 2013 | 3     | 5:00 | Toronto, Ontario, Canada               | |
| Victorie | 20–0       | Abel Trujillo          | Decizie (unanimă)                     | UFC 160                                         | 25 mai 2013        | 3     | 5:00 | Las Vegas, Nevada, Statele Unite       | Catchweight (158.5 lbs) bout; Nurmagomedov missed weight. Set UFC record for the most takedowns in a single fight (21).    |
| Victorie | 19–0       | Thiago Tavares         | KO (punches and elbows)               | UFC on FX: Belfort vs. Bisping                  | 19 ianuarie 2013   | 1     | 1:55 | São Paulo, Brazilia                    | Tavares tested positive for drostanolone.                                                                                  |
| Victorie | 18–0       | Gleison Tibau          | Decizie (unanimă)                     | UFC 148                                         | 7 iulie 2012       | 3     | 5:00 | Las Vegas, Nevada, Statele Unite       | |
| Victorie | 17–0       | Kamal Shalorus         | Submission (rear-naked choke)         | UFC on FX: Guillard vs. Miller                  | 20 ianuarie 2012   | 3     | 2:08 | Nashville, Tennessee, Statele Unite    | |
| Victorie | 16–0       | Arymarcel Santos       | TKO (punches)                         | ProFC 36: Battle on the Caucas                  | 22 octombrie 2011  | 1     | 3:33 | Khasavyurt, Dagestan, Rusia            | |
| Victorie | 15–0       | Vadim Sandulskiy       | Submission (triangle choke)           | ProFC / GM Fight: Ukraine Cup 3                 | 15 septembrie 2011 | 1     | 3:01 | Odessa, Ucraina                        | |
| Victorie | 14–0       | Khamiz Mamedov         | Submission (triangle choke)           | ProFC 30: Battle on Don                         | 5 august 2011      | 1     | 3:15 | Rostov-pe-Don, Rusia                   | |
| Victorie | 13–0       | Kadzhik Abadzhyan      | Submission (triangle choke)           | ProFC: Union Nation Cup Final                   | 2 iulie 2011       | 1     | 4:28 | Rostov-pe-Don, Rusia                   | |
| Victorie | 12–0       | Ashot Shaginyan        | TKO (punches)                         | ProFC: Union Nation Cup 15                      | 5 mai 2011         | 1     | 2:18 | Rostov-pe-Don, Rusia                   | |
| Victorie | 11–0       | Said Khalilov          | Submission (kimura)                   | ProFC: Union Nation Cup 14                      | 9 aprilie 2011     | 1     | 3:16 | Rostov-pe-Don, Rusia                   | |
| Victorie | 10–0       | Alexander Agafonov     | TKO (corner stoppage)                 | M-1 Selection Ukraine 2010: The Finals          | 12 februarie 2011  | 2     | 5:00 | Kiev, Ucraina                          | |
| Victorie | 9–0        | Vitaliy Ostroskiy      | TKO (punches)                         | M-1 Selection Ukraine 2010: Clash of the Titans | 18 septembrie 2010 | 1     | 4:06 | Kiev, Ucraina                          | |
| Victorie | 8–0        | Ali Bagov              | Decizie (unanimă)                     | Golden Fist Russia                              | 10 iunie 2010      | 2     | 5:00 | Moscova, Rusia                         | |
| Victorie | 7–0        | Shahbulat Shamhalaev   | Submission (armbar)                   | M-1 Challenge: 2009 Selections 9                | 3 noiembrie 2009   | 1     | 4:36 | St. Petersburg, Rusia                  | Won the M-1 Selection Challenge.                                                                                           |
| Victorie | 6–0        | Eldar Eldarov          | TKO (punches)                         | Tsumada Fighting Championship 3                 | 8 august 2009      | 2     | 2:44 | Agvali, Dagestan, Rusia                | |
| Victorie | 5–0        | Said Akhmed            | TKO (punches)                         | Tsumada Fighting Championship 3                 | 8 august 2009      | 1     | 2:05 | Agvali, Dagestan, Rusia                | |
| Victorie | 4–0        | Shamil Abdulkerimov    | Decizie (unanimă)                     | Pankration Atrium Cup                           | 11 octombrie 2008  | 2     | 5:00 | Moscova, Rusia                         | Pankration Atrium Cup Tournament Final.                                                                                    |
| Victorie | 3–0        | Ramazan Kurbanismailov | Decizie (unanimă)                     | Pankration Atrium Cup                           | 11 octombrie 2008  | 2     | 5:00 | Moscova, Rusia                         | Pankration Atrium Cup Tournament Semifinal.                                                                                |
| Victorie | 2–0        | Magomed Magomedov      | Decision (unanimous)                  | Pankration Atrium Cup                           | 11 octombrie 2008  | 2     | 5:00 | Moscova, Rusia                         | Pankration Atrium Cup Tournament Opening Round.                                                                            |
| Victorie | 1–0        | Vusal Bayramov         | Submission (triangle choke)           | CSFU: Champions League                          | 13 septembrie 2008 | 1     | 2:20 | Poltava, Ucraina                       | |